# Gauting
Gauting – miejscowość i gmina w Niemczech, w kraju związkowym Bawaria, w rejencji Górna Bawaria, w regionie Monachium, w powiecie Starnberg. Leży około 10 km na północ od Starnberga, nad rzeką Würm, przy linii kolejowej Monachium – Garmisch-Partenkirchen - Innsbruck.

## Dzielnice
- Gauting
- Stockdorf
- Grubmühl
- Buchendorf
- Königswiesen
- Hausen
- Unterbrunn
- Oberbrunn

## Demografia
Dane o ludności z 31 grudnia 2008:
| Opis                                | Ogółem | Ogółem | Kobiety | Kobiety | Mężczyźni | Mężczyźni |
| ----------------------------------- | ------ | ------ | ------- | ------- | --------- | --------- |
| Jednostka                           | osób   | %      | osób    | %       | osób      | %         |
| Populacja                           | 19 741 | 100    | 10 335  | 52,35   | 9406      | 47,65     |
| Wiek przedprodukcyjny (0–17 lat)    | 3874   | 19,62  | 1851    | 9,38    | 2023      | 10,25     |
| Wiek produkcyjny (18–65 lat)        | 11 371 | 57,6   | 5975    | 30,27   | 5396      | 27,33     |
| Wiek poprodukcyjny (powyżej 65 lat) | 4496   | 22,77  | 2509    | 12,71   | 1987      | 10,07     |

## Polityka
Wójtem gminy jest Brigitte Servatius z SPD, rada gminy składa się z 24 osób.
|      | CSU | SPD | Zieloni | UB | FDP/PF | FBG | BiG | Razem |
| 2008 | 8   | 6   | 3       | 1  | 2      | 1   | 3   | 24    |
| 2002 | 9   | 6   | 2       | 2  | 3      | 2   | -   | 24    |